# Sonet 131 (William Szekspir)

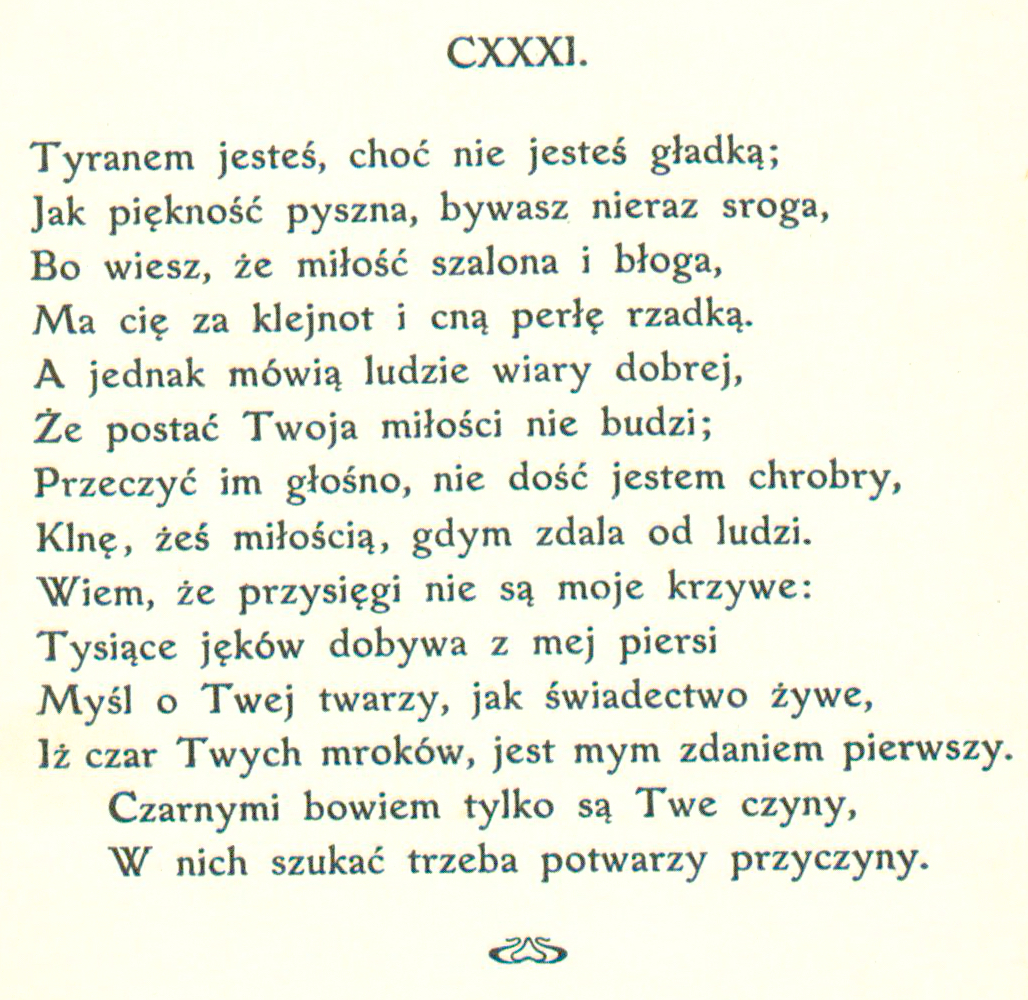
Pierwszy przekład sonetu 131 na język polski z 1913 przez ks. Marię Sułkowską.

Thou art as tyrannous, so as thou art,

As those whose beauties proudly make them cruel;

For well thou know'st to my dear doting heart

Thou art the fairest and most precious jewel.

Yet, in good faith, some say that thee behold,

Thy face hath not the power to make love groan;

To say they err I dare not be so bold,

Although I swear it to myself alone.

And to be sure that is not false I swear,

A thousand groans, but thinking on thy face,

One on another's neck, do witness bear

Thy black is fairest in my judgment's place.

In nothing art thou black save in thy deeds,
And thence this slander, as I think, proceeds.

Despotką jesteś, jak wszystkie despotki,

Które srogości uczy ich uroda,

Wiesz bowiem o tem, skarbie mój przesłodki,

Że większych skarbów nikt mi tu nie poda.

Oko twe, mówią, nie wnika tak w duszę,

By przez nie miłość wybuchała płaczem:

Nie śmiem zaprzeczyć, wyznać jednak muszę,

Że wciąż to sobie przysięgam cichaczem.

Lecz tysiąc wzdychań dowodem jest przecie,

Że nie przysięgam fałszywie; niekłamnie

Widzę, o licu twem myśląc, iż w świecie

Twoja li czarność najpiękniejsza dla mnie.

Zresztą czarnemi są li twoje czyny
I w tem jest powód oszczerstwa jedyny.

Sonet 131 (incipit THou art as tiranous,ſo as thou art) – jeden z cyklu 154 sonetów autorstwa Williama Szekspira. Po raz pierwszy został opublikowany w 1609 roku.
Sonet ten jest kontynuacją koncepcji z sonetu 130.

## Treść
W sonecie tym podmiot liryczny, przez niektórych badaczy utożsamiany z autorem, ogłasza światu, że chociaż uroda jego kochanki, Czarnej Damy nie jest konwencjonalna, to emocjonalna tyrania wobec niego jest taka sama jak konwencjonalnie pięknych kobiet wobec swoich kochanków. Ostatnie wersy można zrozumieć zarówno jako sugestię, że specyficzność urody nie pozwala na miłość do niej, jak i taką, że jej moralność nie należy do najczystszych.

## Polskie przekłady
| 1913 |  | Tyranem jesteś, choć nie jesteś gładką;           |  | Maria Sułkowska           | [ 10 ] |
| 1922 |  | Despotką jesteś, jak wszystkie despotki,          |  | Jan Kasprowicz            | [ 4 ]  |
| 1948 |  | Taka, jak jesteś, równym okrucieństwem            |  | Władysław Tarnawski       | [ 11 ] |
| 1964 |  | Takeś okrutna i takeś zdradliwa,                  |  | Jarosław Marek Rymkiewicz | [ 12 ] |
| 1968 |  | Takaś dla mnie tyrańska, jak wszystkie okrutne    |  | Marian Hemar              | [ 13 ] |
| 1978 |  | Tyranką jesteś, ty z twoimi skazy,                |  | Bohdan Drozdowski         | [ 14 ] |
| 1979 |  | Jesteś bezwzględna jak owe, stworzone             |  | Maciej Słomczyński        | [ 15 ] |
| 2011 |  | Choć nie słyniesz z piękności, tyrania trwa sroga |  | Stanisław Barańczak       | [ 7 ]  |
| 2015 |  | Taka jak jesteś, miewasz coś z tyrana             |  | Ryszard Długołęcki        | [ 16 ] |